# Sparneck (Adelsgeschlecht)

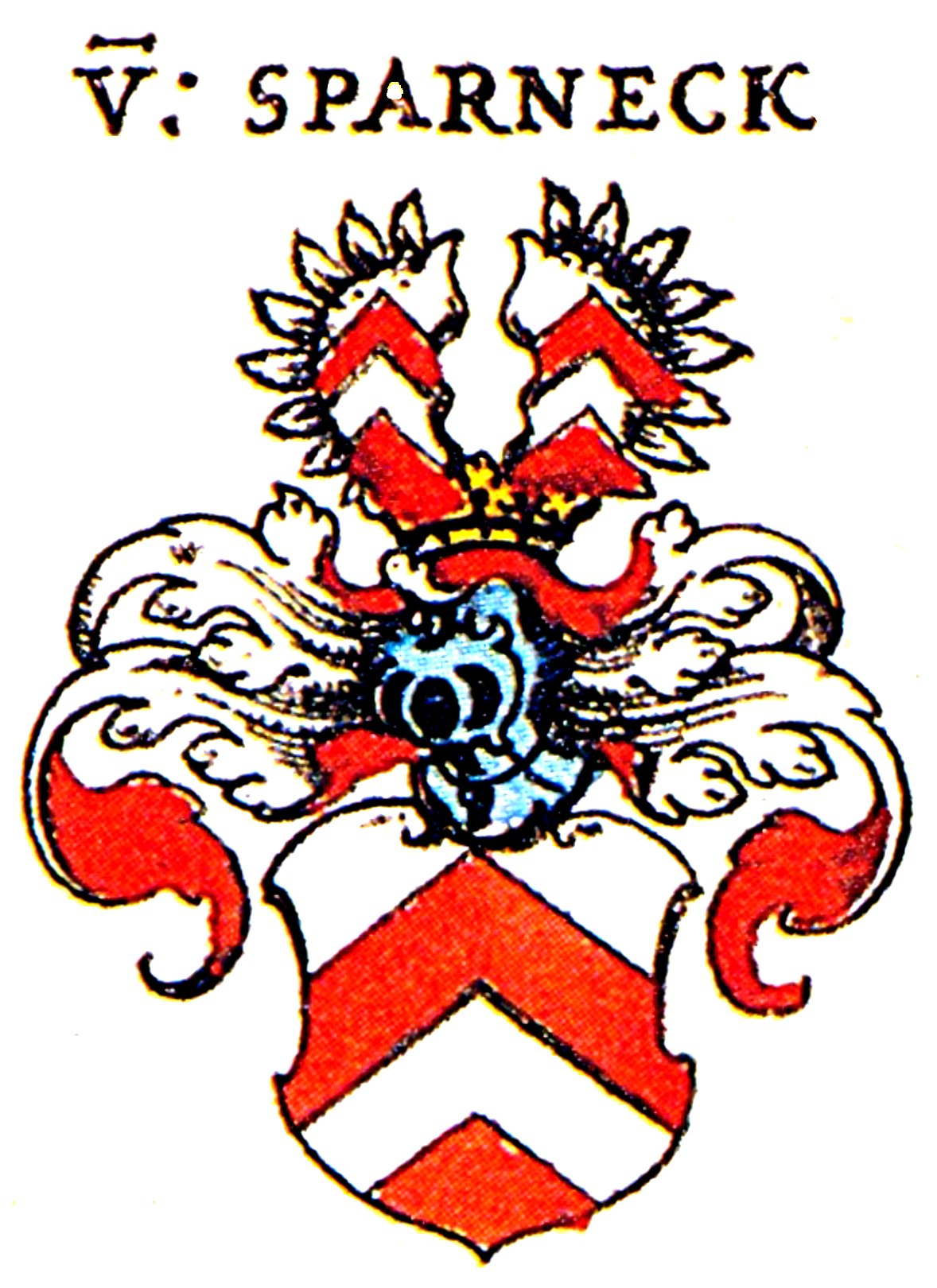
Wappen derer von Sparneck aus Siebmachers Wappenbuch, 1605

Die Familie derer von Sparneck war ein altes fränkisch-vogtländisches Adelsgeschlecht. Namensgebend war der gleichnamige Ort Sparneck. Die Ritter von Sparneck sind in der Zeit von 1223 bis 1744 mit Besitzungen im heutigen Oberfranken, in der Oberpfalz und in Böhmen nachgewiesen.

## Entstehung und Varianten des Namens

Thomas von Sparneck, hölzernes Epitaph in Trausnitz

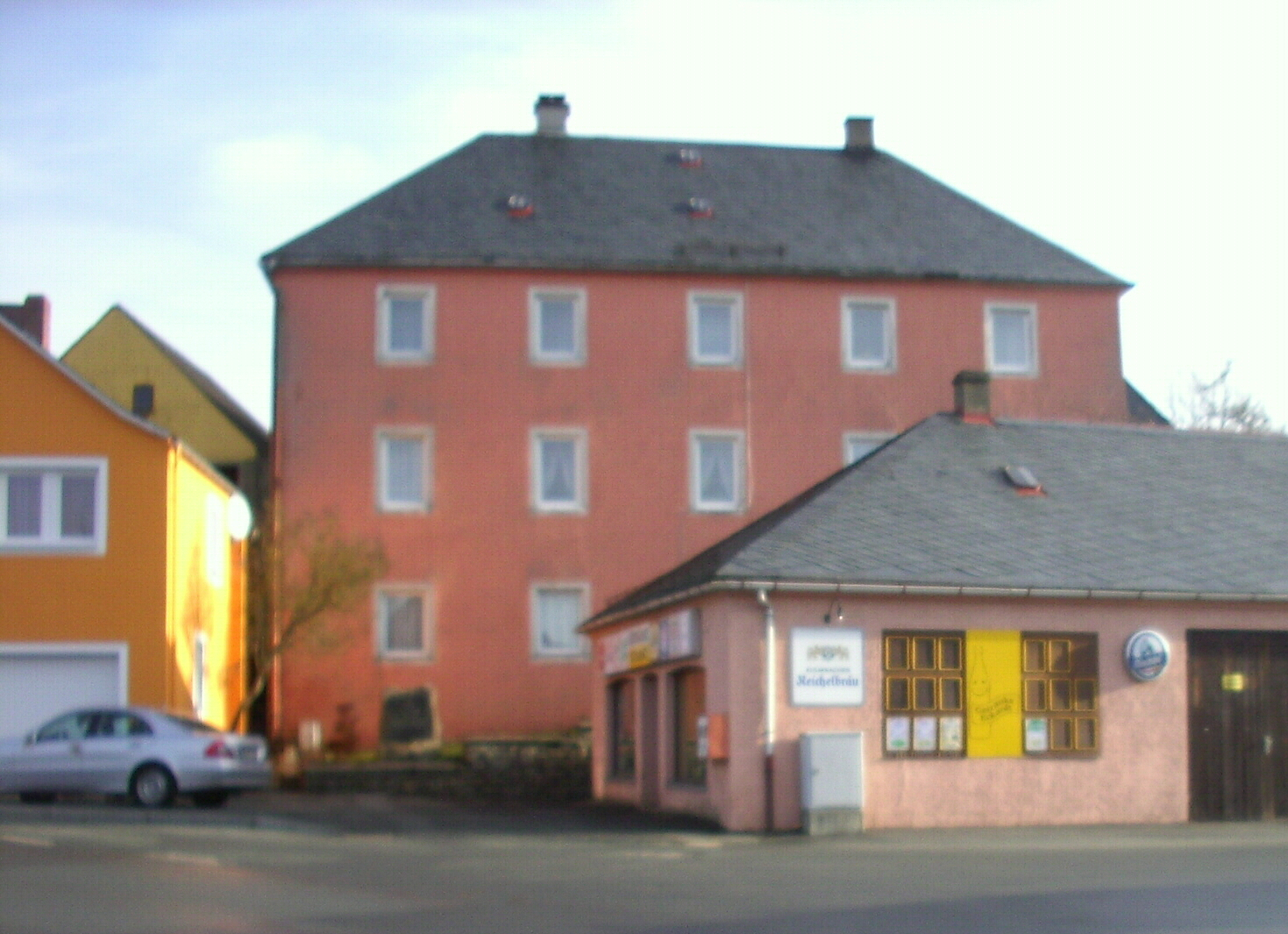
Amtshaus in Sparneck, erbaut auf Resten des namensgebenden Sitzes derer von Sparneck

Die von Sparneck kamen als Gefolgsleute der Diepoldinger vom Haidstein nahe Cham ins Fichtelgebirge. Zunächst war es üblich, sich nach dem Ort zu nennen, wo man lebte und blieb später bei einem festen Namen. So erschienen während der begonnenen Siedlungspolitik im heutigen oberfränkischen und auch thüringischen Raum zunächst die von Haidstein, von Waldstein, von Sparnberg, und dann eben die von Sparneck, die sich zum Ende hin meist von Sparneck und Weißdorf nannten. Einer der letzten bedeutenden Sparnecker unterschrieb als Hans Christoph Erdmann von Sparneck und Weißdorf auf Reuth, Guttenthau und Püchersreuth.

## Geschichte des Geschlechtes

### Aufstrebendes Ministerialengeschlecht
Als Ministeriale war es ursprünglich ihre Aufgabe, durch reichsunmittelbare und zunächst nicht vererbbare Lehen die Position des Königs gegenüber dem etablierten Adel zu stärken und an der fließenden Ostgrenze des Reiches Siedlungen und Befestigungen auszubauen oder neu zu errichten. Die spärlichen slawischen Siedlungen gingen in dem neuen Machtgefüge auf. Das Egerland, das das heutige Sechsämterland und die nördliche Oberpfalz mit einschloss, sorgte für Streubesitze bis weit nach Böhmen hinein und es war für Rüdiger von Sparneck naheliegend, wenngleich ein gewagter Schritt, sich gebietsweise dem Schutz der böhmischen Krone zu unterstellen. Das Stammland der Sparnecker entsprach über Jahrhunderte dem früheren Landkreis Münchberg mit Burgen und Schlössern in Sparneck, am Waldstein, in Weißdorf, Uprode, Bug, Stockenroth, Stein, Hallerstein und Gattendorf. Kurzfristig gehörte ihnen auch ein Teil des Burgstalls von Rehau und der Ansitz in Unterkotzau, im 16. Jahrhundert Plößberg und Schönkirch. Siedlungsgeschichtlich spielten sie bei den Wüstungen Gettengrün, Dipoldsgrün und Saaldorf unterhalb von Oppenroth eine Rolle.

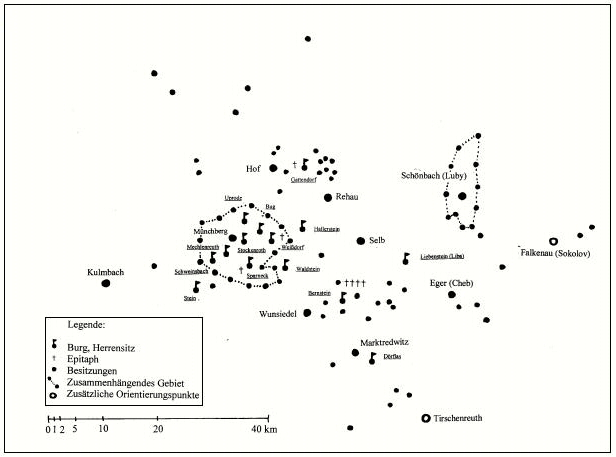
Einflussbereich mit Kernland
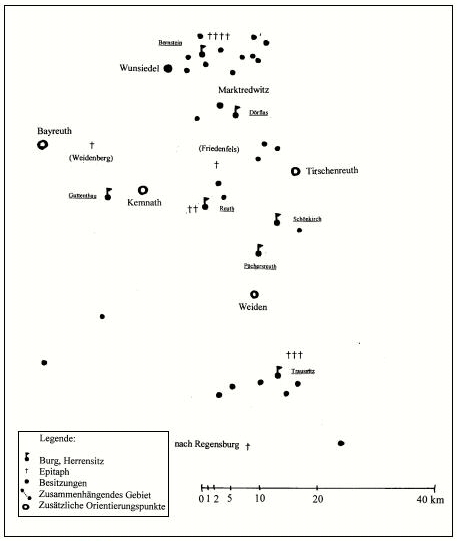
Südlicher Bereich mit Besitzung der Spätzeit

### Fehden und kriegerische Auseinandersetzungen
Die Sparnecker waren in folgende lokale Konflikte verwickelt:
- Neuberger Fehde mit Konrad von Neuberg 1361–1368/1370
- Guttenberger Fehde 1380
- Adelsfehde gegen Eger 1381/1382–1396, Sparnecker wurden in Eger gefangen[1]
- Hussiteneinfall 1430, Hans von Sparneck zeichnet sich vor Hof aus
- Fränkischer Krieg 1523

### Zerstörung der Stammburgen 1523
Mit dem Erstarken der Städte und dem zunehmenden Einfluss großer Dynastien, wie der Vögte von Weida oder der Burggrafen von Nürnberg, gingen Einfluss und Funktion derer von Sparneck zurück. 1523 erschien, insbesondere aufgrund der Unterstützung durch Thomas von Absberg, der Geiseln bei seinen Verbündeten unterbrachte, der Schwäbische Bund mit einem riesigen Heer und zerstörte nahezu alle wichtigen Burgen des Sparnecker Raumes. Von den fünf Hauptlinien derer von Sparneck, nämlich Gattendorf, Hallerstein, Sparneck, Stein und Weißdorf, überstanden diese Zeit die Gattendorfer Linie mit ihrem Zweig in böhmischen Gebieten und die Weißdorfer Linie mit Tendenz in die Oberpfalz zu Trausnitz, Reuth und Püchersreuth. Zwar hatte die Linie Stein nichts mit dem Raubrittertum zu tun, aber wegen anderer Streitigkeiten 1484 ihre Burg eingebüßt und war fast zeitgleich im Mannesstamm ausgestorben (letztes Glied 1566). In diese Zeit fallen auch Brandstiftungen und Verschuldungen. Die Sparnecker als Raubritter zu bezeichnen, ist umstritten, allgemein standen dem kleinen Adel in dieser instabilen Zeit kaum politische Instrumente zur Verfügung, um sich effizient zu behaupten. Die Hauptverantwortlichen von 1523 hatten starke Einbußen ihres Besitzes hinnehmen müssen und konnten sich nicht mehr dauerhaft in ihrem Kernland um Sparneck halten. Ihre wenigen Kinder hatten selbst keine männlichen Nachfahren als Namensträger.

### Besitzungen

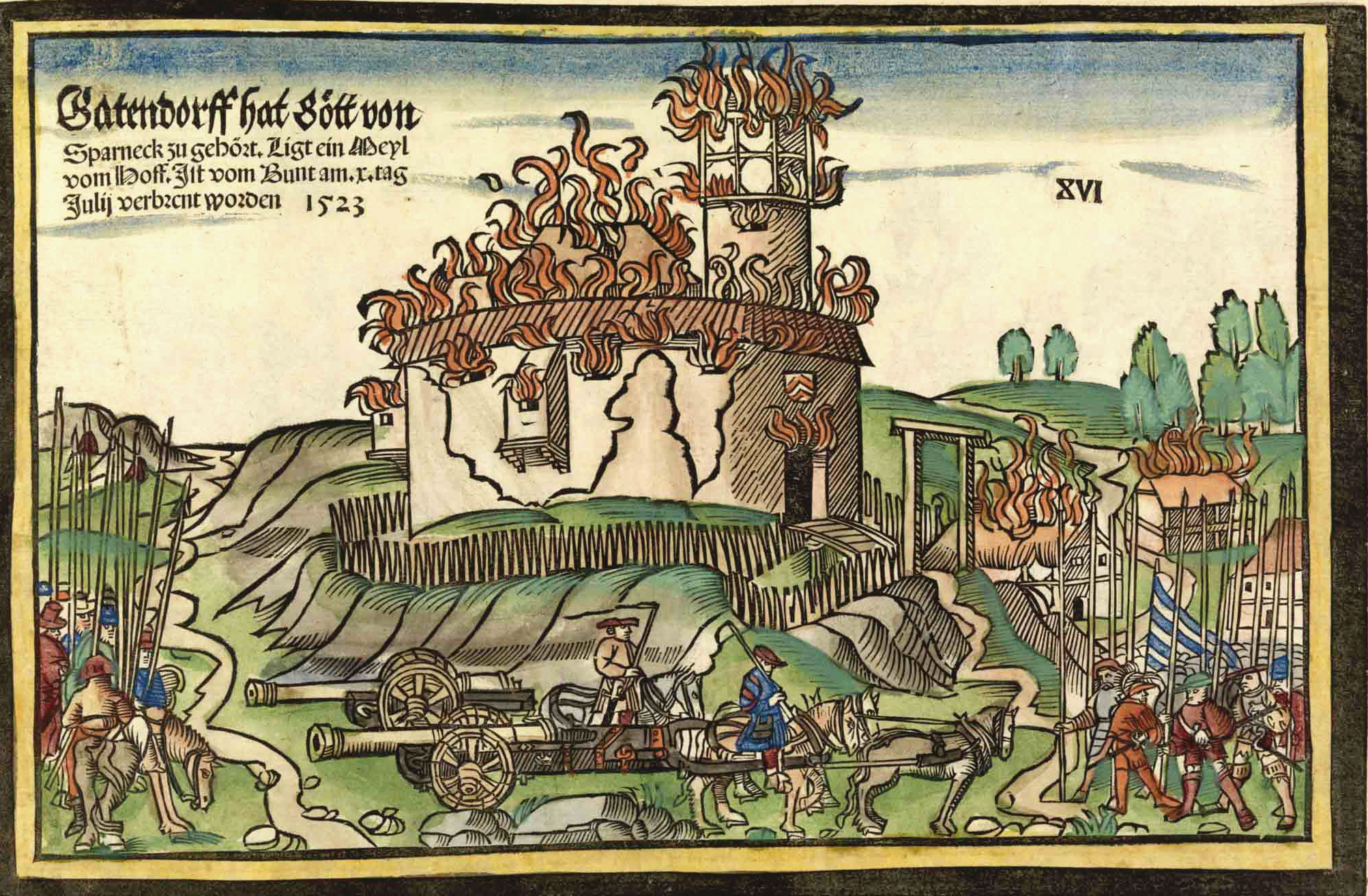
Schloss Gattendorf (Zerstörung der Burg, Holzschnitt von Hans Wandereisen 1523)
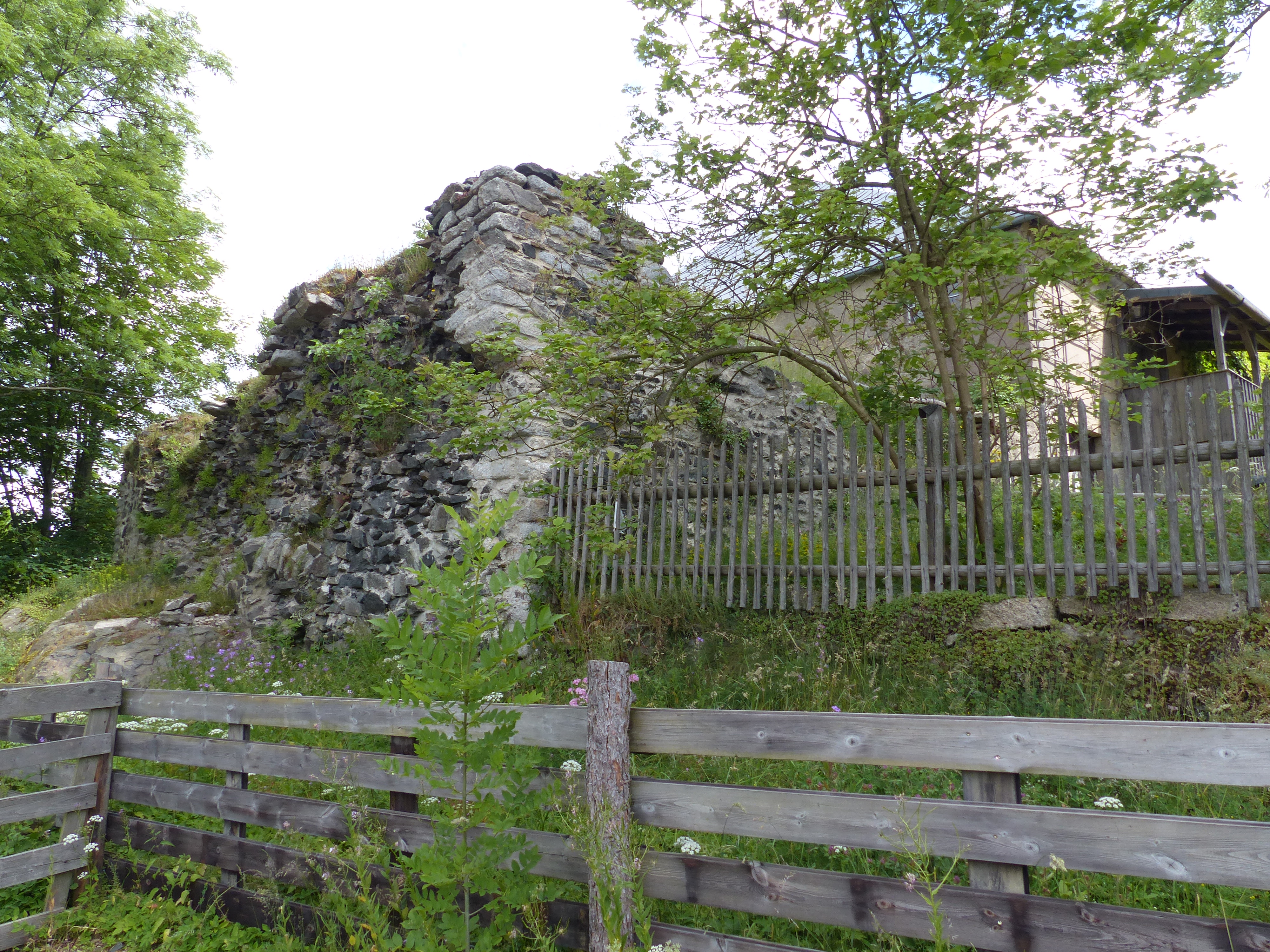
Schloss Hallerstein (Ruine)
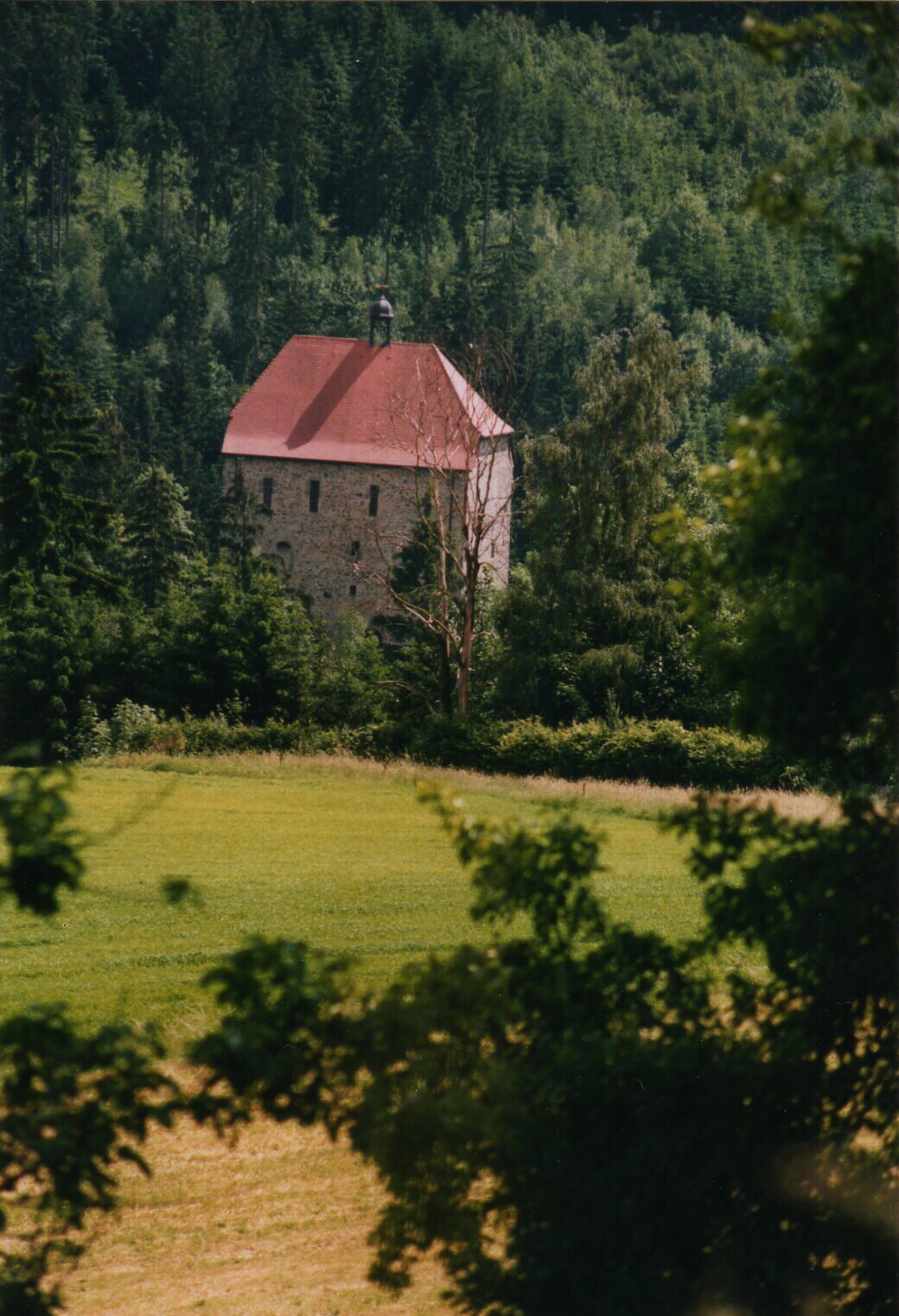
Burg Stein (Gefrees) (erhaltene Kapelle)
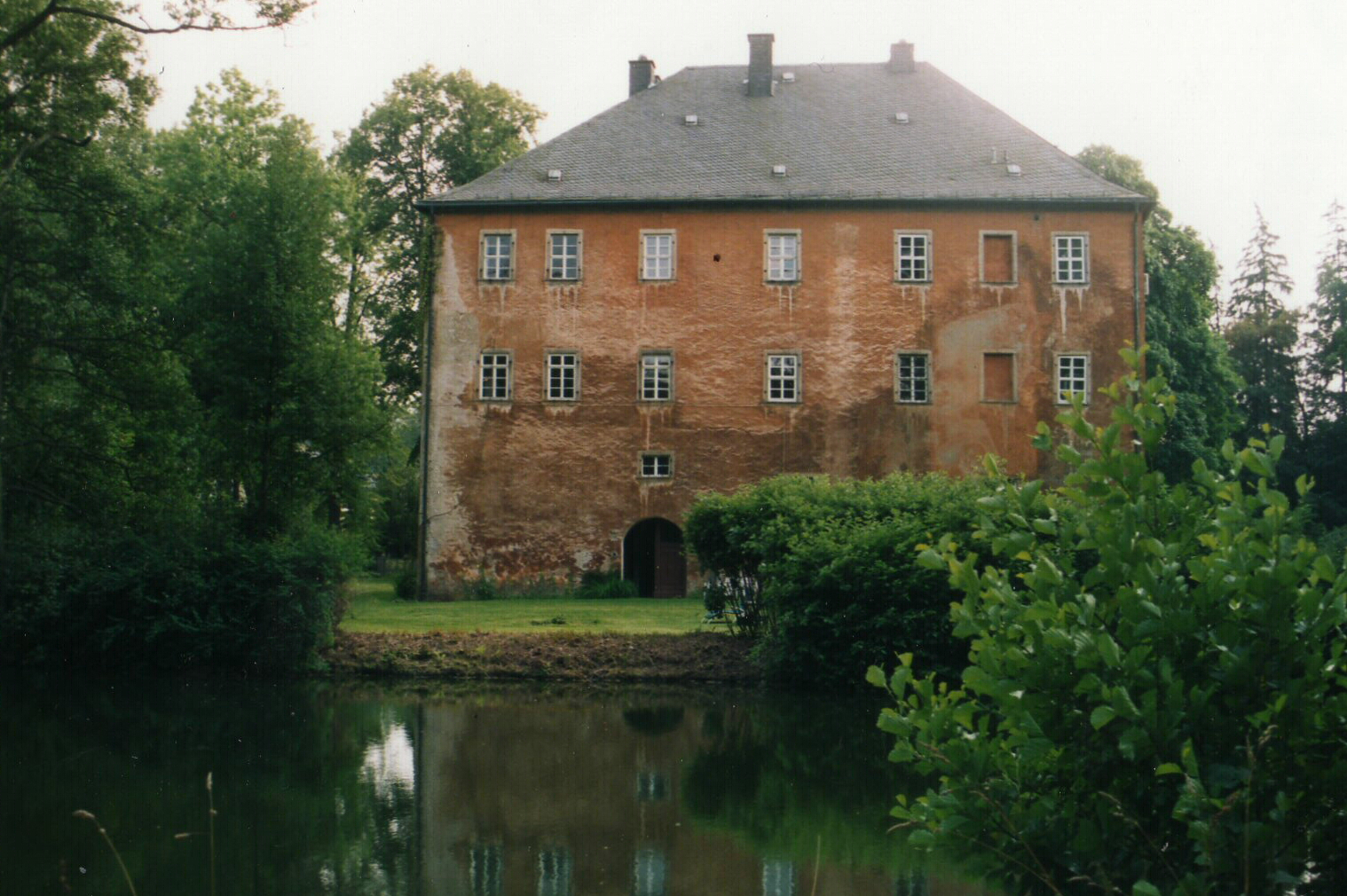
Wasserschloss Weißdorf
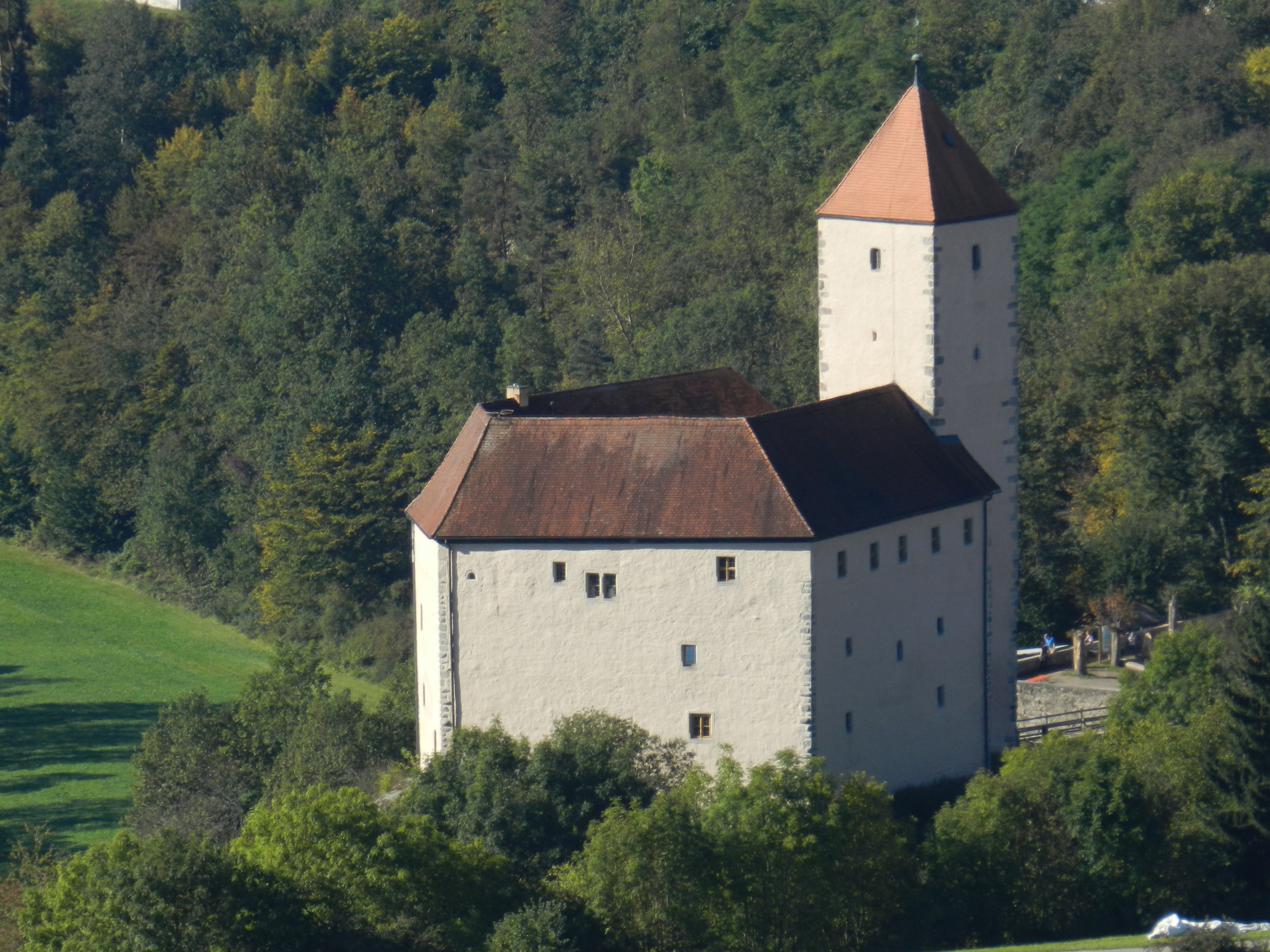
Burg Trausnitz im Tal

### Späte Blütezeit in der Oberpfalz
Die verbliebenen von Sparneck hatten auf Burg Trausnitz im Tal, Schloss Reuth und Püchersreuth und zuletzt mit dem Erbe der Schlösser Dörflas und Bernstein von der ebenfalls, unter anderem wegen der Pocken, ausgestorbenen böhmischen Linie nochmals eine Blütezeit. Kirchen und Schlösser wurden ausgebaut oder neu errichtet, was an den hinterlassenen Wappen z. B. in Püchersreuth abgelesen werden kann.

### Ordenszugehörigkeiten
Einzelne Personen aus der Familie von Sparneck sind als Mitglieder von Ritterorden bzw. ähnlichen Zusammenschlüssen bekannt, z. B. der Einhorngesellschaft, der Bärengesellschaft, dem Schwanenorden, dem Deutschen Orden und dem Roten Adlerorden. Es gibt aber kaum Informationen, die über bloße Namensnennungen oder Wappendarstellungen mit Ordensschmuck hinausgehen.

## Wappen

### Familie
Das Wappen zeigt zwei rote Sparren auf silbernem Grund. Die Helmzier wird von zwei mit den roten Sparren belegten silbernen Flügeln gekrönt. Es existieren verschiedene leichte Variationen. Das Wappen befindet sich heute noch als Element in einigen Gemeindewappen.

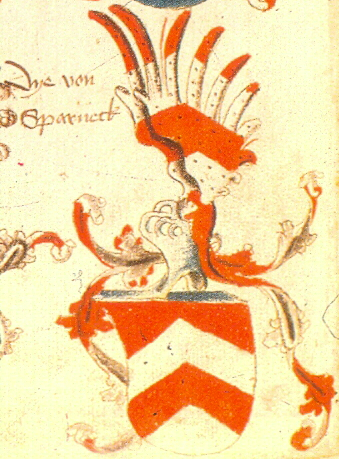
Wappen im Ingeram-Codex
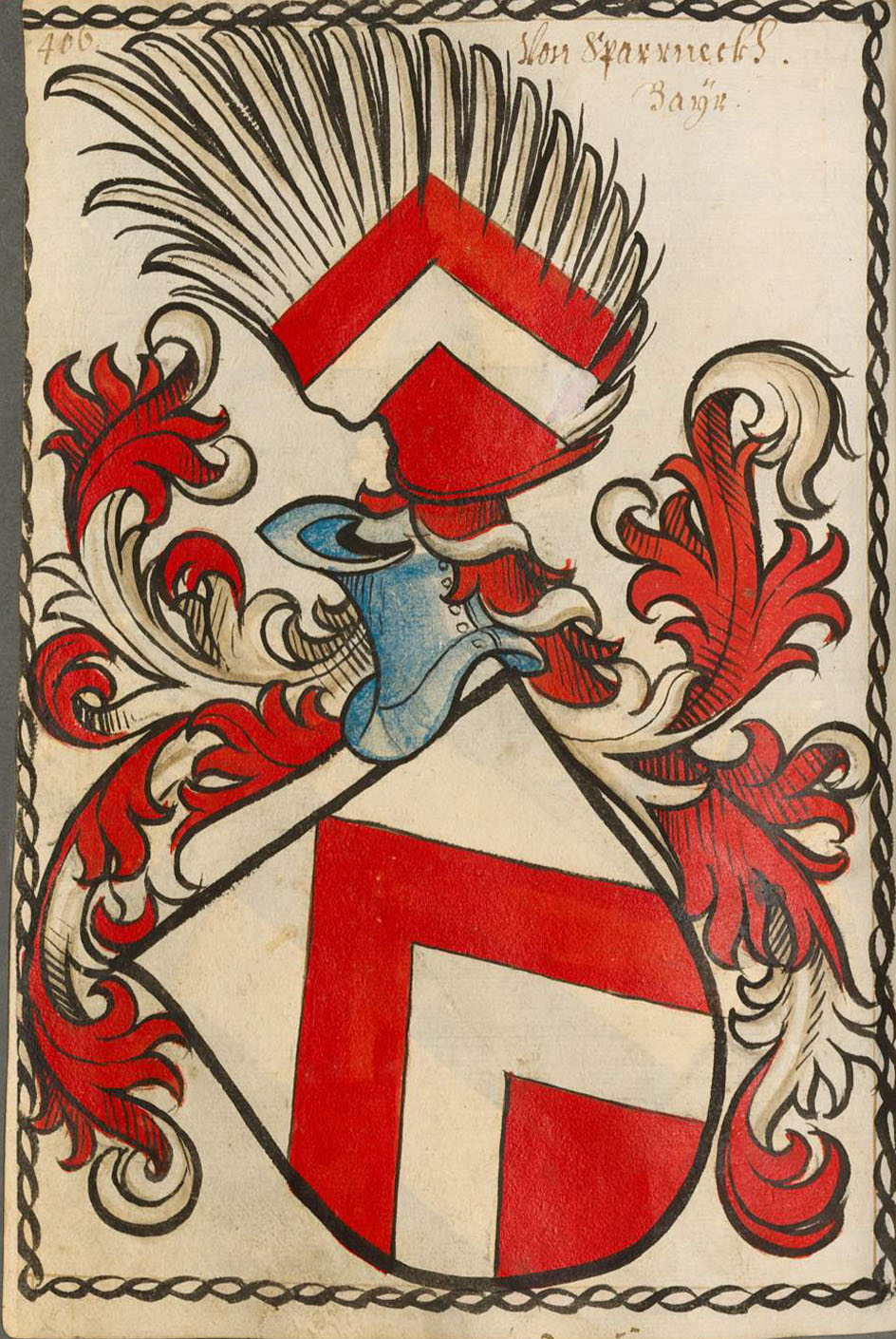
Wappen nach Scheibler als bayrisches Geschlecht
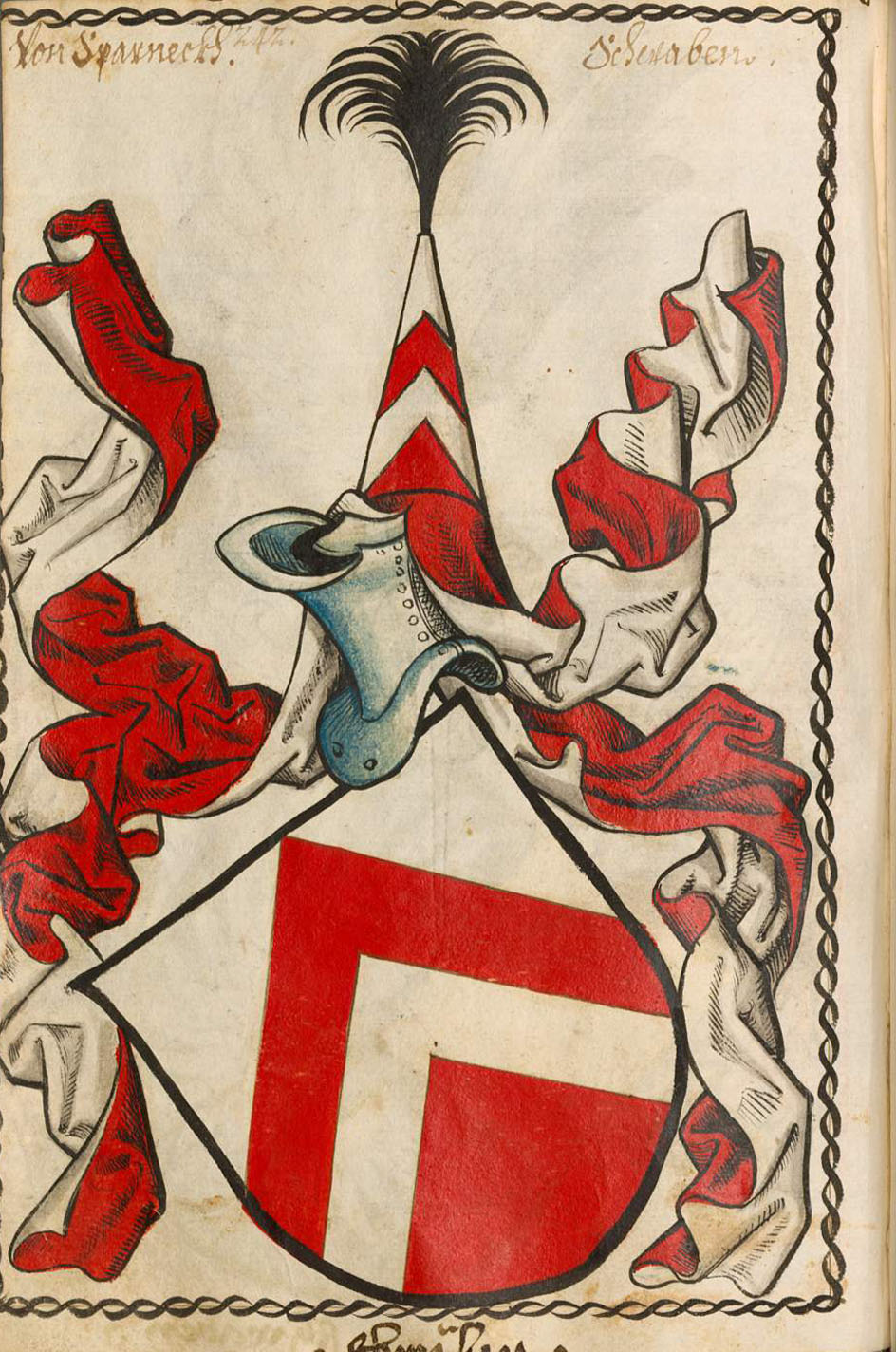
Wappen nach dem Scheiblerschen Wappenbuch als "schwäbisches" Geschlecht mit ungewöhnlicher Helmzier
Doppelwappen Hundt–Sparneck am Altar in Püchersreuth
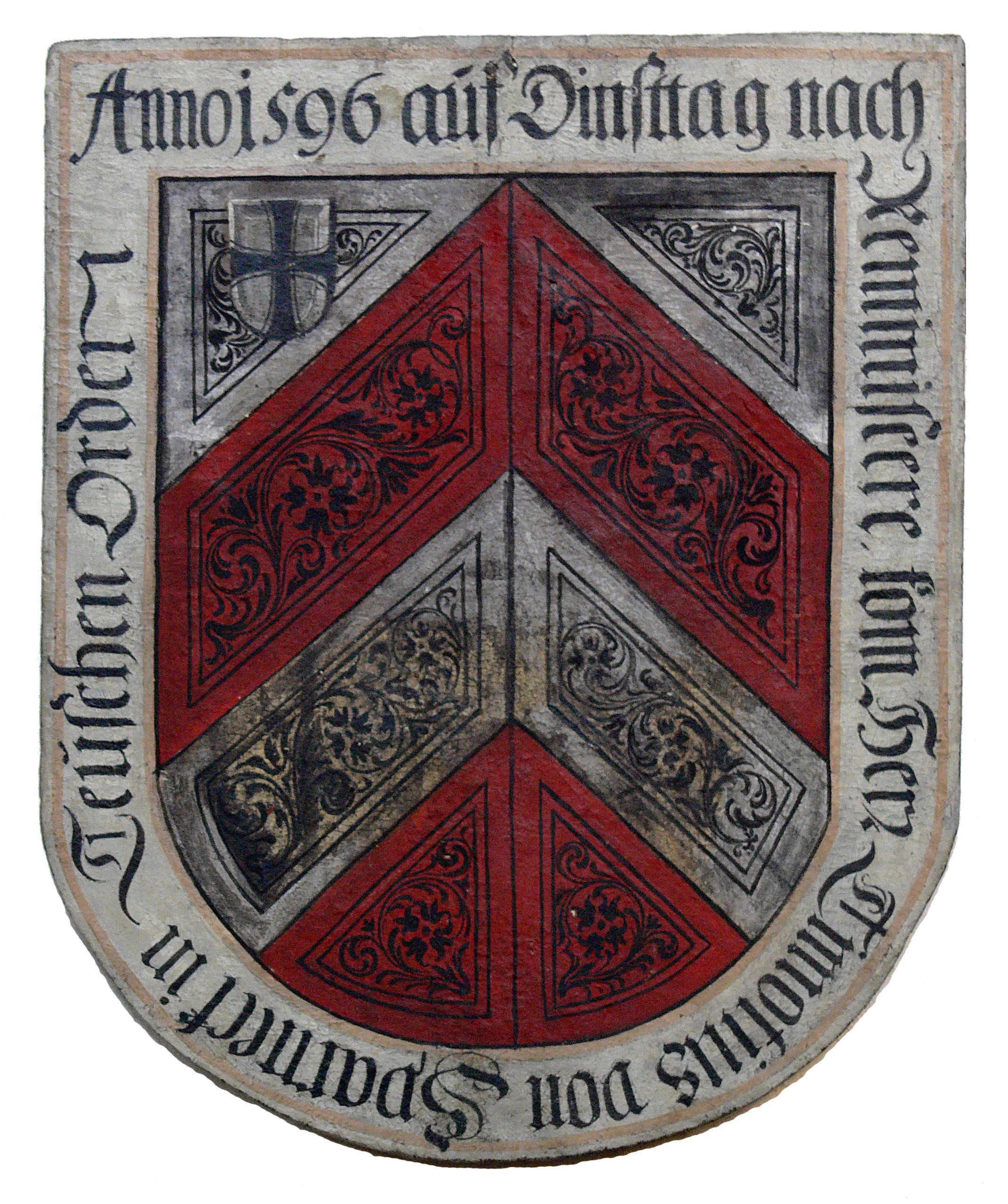
Aufschwörschild des Deutschordensritters Timoteus von Sparneck (1596) in St. Jakob (Nürnberg)
Epitaph in der Weißdorfer Kirche St. Maria
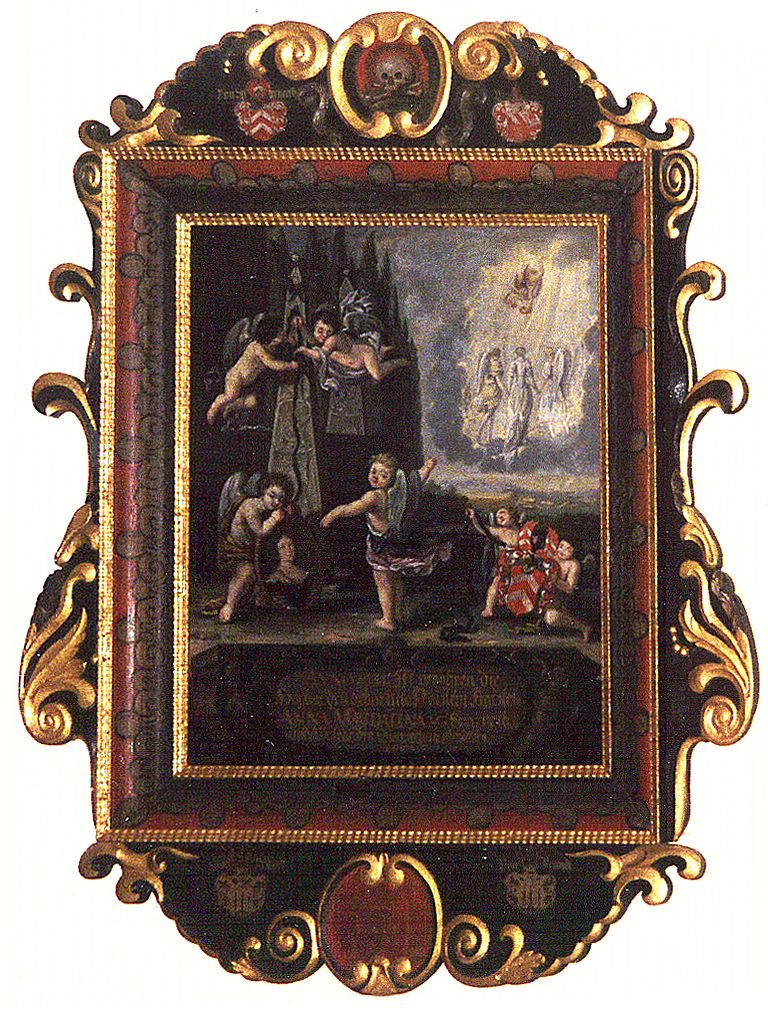
Hölzernes Epitaph der Anna Magdalena von Sparneck (1634–1685) in der Friedhofskirche Weidenberg

### Abgeleitete Gemeindewappen

Wappen der Gemeinde Sparneck mit symbolisiertem Flug und Sparren
Ehemaliges Wappen von Bernstein, heute Ortsteil von Wunsiedel
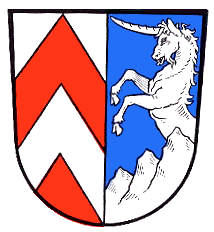
Ehemaliges Wappen von Korbersdorf, heute Ortsteil von Marktredwitz

## Verwandte Adelsgeschlechter
Verheiratungen besiegelten oft Familienbündnisse, die auch von lokalpolitischer, finanzieller und territorialer Bedeutung waren. Die von Sparneck waren nach Alban von Dobeneck 1905/1906 mit folgenden adeligen und bürgerlichen Familien unmittelbar verwandt:
Aufseß, Baum von Baumsdorf, Berg, Bibra, Brandt (Brand), Brandenstein, Donndorf, Erlbeck zu Trausnitz, Feilitzsch, Förtsch, Freudenberg, Gravenreuth, Guttenberg, Hirschberg, Hundt (Hund), Koller, Künsberg (Kindsberg), Lichtenstein, Lochner, Lüchau, Machwitz, Mistelbach, Nanckenreuth, Pappenheim, Pergler, Pfreimder, Plassenberg (Blassenberg), Reitzenstein, Rudusch, Ritschl von Hartenbach (Rütschel), Sack, Satzenhofen, Schaumberg, Schott von Schottenstein, Schuß von Keilstein, Seckendorff, Trautenberg, Truchseß von Wetzhausen, Unruh, Waldenfels, Wallenrode (Wallenrodt), Watzdorf, Wiesenthau, Wildenstein, Wildstein und Zedtwitz (auch Zedwitz, Zettwitz).
Durch neuere Forschungen konnten noch Verbindungen mit den Familien Eckersberg, Mengersdorf und Notthafft ergänzt werden.
Weitere Familienverbindungen konnte Alban von Dobeneck den Genealogien anderer Familien entnehmen, aber nicht in das System seines Stammbaums der Sparnecker integrieren und müssen daher als ungesichert gelten. Darunter fallen auch die Verheiratungen von Töchtern, deren Namen auch teils unbekannt geblieben sind. Dazu zählen die Familien Berlichingen, Dobeneck, Egloffstein, Forstmeister, Fuchs von Walburg, Heßberg, Hilsen-Dedeck, Kotzau, Müffling genannt Weiß, Neuberg, Neuenreuth, Rabensteiner zu Döhlau, Roder, Vasmann und Zellner. Dobeneck beschrieb auch die Familie von Weißelsdorf, bei der er eine stammesverwandtschaft annahm.
Aufgrund der geschichtlichen Zusammenhänge sind die Sparnecker für folgende weitere Familien von größerer Bedeutung: Absberg, Feilitzsch, Redwitz, Rorer, Rosenberg, Schirnding, Streitberg, Taufkirchen, Thüngen und Wirsberg.

## Persönlichkeiten
- Anna Barbara von Sparneck (siehe z. B. unter Poppenreuth)
- Anna Sophia Barbara Notthafft, geb. Freiin von Sparneck (siehe z. B. unter Friedenfels)
- Arnold von Sparneck († 1407), Domherr von Würzburg und Bamberg
- Babo von Sparneck (siehe z. B. unter Burg Hohenberg an der Eger)
- Cecilia von Schaumberg, geborene Sparneck, Frau von Silvester von Schaumberg
- Hans von Sparneck (* um 1350, † nach 1417), Hofmeister des Burggrafen Friedrich V. von Nürnberg
- Hans von Sparneck (* um 1380; † nach 1422, vor 1440), Amtmann von Münchberg (1422)
- Hieronymus von Sparneck, Oberamtmann von Windsbach (1322)
- Hieronymus Ludwig von Sparneck und Weißdorf (* vor 1609, † 1634), Lehnsherr auf Schloss Dörflas
- Friedrich von Sparneck († 1477), Gründer des Karmelitenklosters Sparneck
- Melchior von Sparneck (* vor 1488, † 1536), Domherr in Regensburg
- Rüdiger von Sparneck (* um 1300; † nach 1364, vor 1368), Burggraf von Eger, erhebliche Ausweitung des Familienbesitzes
- Thomas von Sparneck (1554–1610), Ritter

## Forschung
Der Genealoge Johann Gottfried Biedermann befasste sich im 18. Jahrhundert im Rahmen seiner Veröffentlichungen von Stammbäumen auch mit den von Sparneck, die aber lediglich als Einzelpersonen in Stammbäumen verwandter Adelsgeschlechter erwähnt werden. Biedermanns Werk gilt zum einen als wichtige verhältnismäßig frühe Quelle, ist aber andererseits auch für seine Fehlerträchtigkeit bekannt. Alban von Dobeneck publizierte Anfang des 20. Jahrhunderts einen ersten weitgehend geschlossenen Stammbaum der Familie. Dieser erschien in zwei Aufsätzen beim Historischen Verein für Oberfranken. Nach damaliger Arbeitsweise wurden Quellen im Einzelnen nicht benannt, was die Überprüfbarkeit mancher Aussagen unmöglich macht. Andererseits hatte er unter anderem noch Zugriff auf das im Zweiten Weltkrieg zerstörte Archiv von Dresden. Karl Dietel, der sich umfassend mit der Geschichte des Münchberger Raumes beschäftigte, ging in vielen seiner Werke auf die Sparnecker ein. Er gliederte weniger nach den familiären Beziehungen, sondern nach der Entwicklung der Orte und Burgen. Elisabeth Jäger setzte die Arbeit am Stammbaum fort, ihr Fokus lag auf den Familienältesten, die Lehensinhaber nach dem Senioratsprinzip waren.
Zu den bislang ungeklärten Fragen zur Geschichte derer von Sparneck zählt die familiäre Einordnung des Domherrn Arnold von Sparneck oder des Christoph Eitel von Sparneck, dessen Epitaph in der Weißdorfer Kirche sein Sterbejahr mit 1542 angibt. Auf der Cadolzburg befand sich bis zur Zerstörung des dortigen Museums am Ende des Zweiten Weltkrieges ein hölzernes Epitaph der Anna von Sparneck. Zentrales Motiv war das Begräbnis Christi. Es ist bislang noch keine Abbildung aufgetaucht. Die Lage der Burg Weytzendorff, dargestellt auf einem Holzstich von Hans Wandereisen bei ihrer Zerstörung durch den Schwäbischen Bund, ist trotz verschiedener Theorien und wichtiger Hintergrundinformationen bislang unbekannt.